# Khao Sok
El parc natural de Khao Sok es troba al sud de Tailàndia, a la província de Surat Thani. És el 22è parc nacional del país, fundat el desembre de 1980. És la selva verge més gran de Tailàndia i una de les pluviïsilves més antigues del planeta, amb més de 160 milions d´anys. A més, el parc té una diversitat gran, amb el 5% del total d´espècies del món.
El parc es divideix en dues parts: una zona de selva tropical (Khao Sok) i una altra amb un llac artificial immens (Cheow Lan).

## Característiques geogràfiques
El parc està format per muntanyes amb pics enormes de pedra calcària (el més alt mesura 960 metres d'alçària), separats de valls profundes i exuberants.

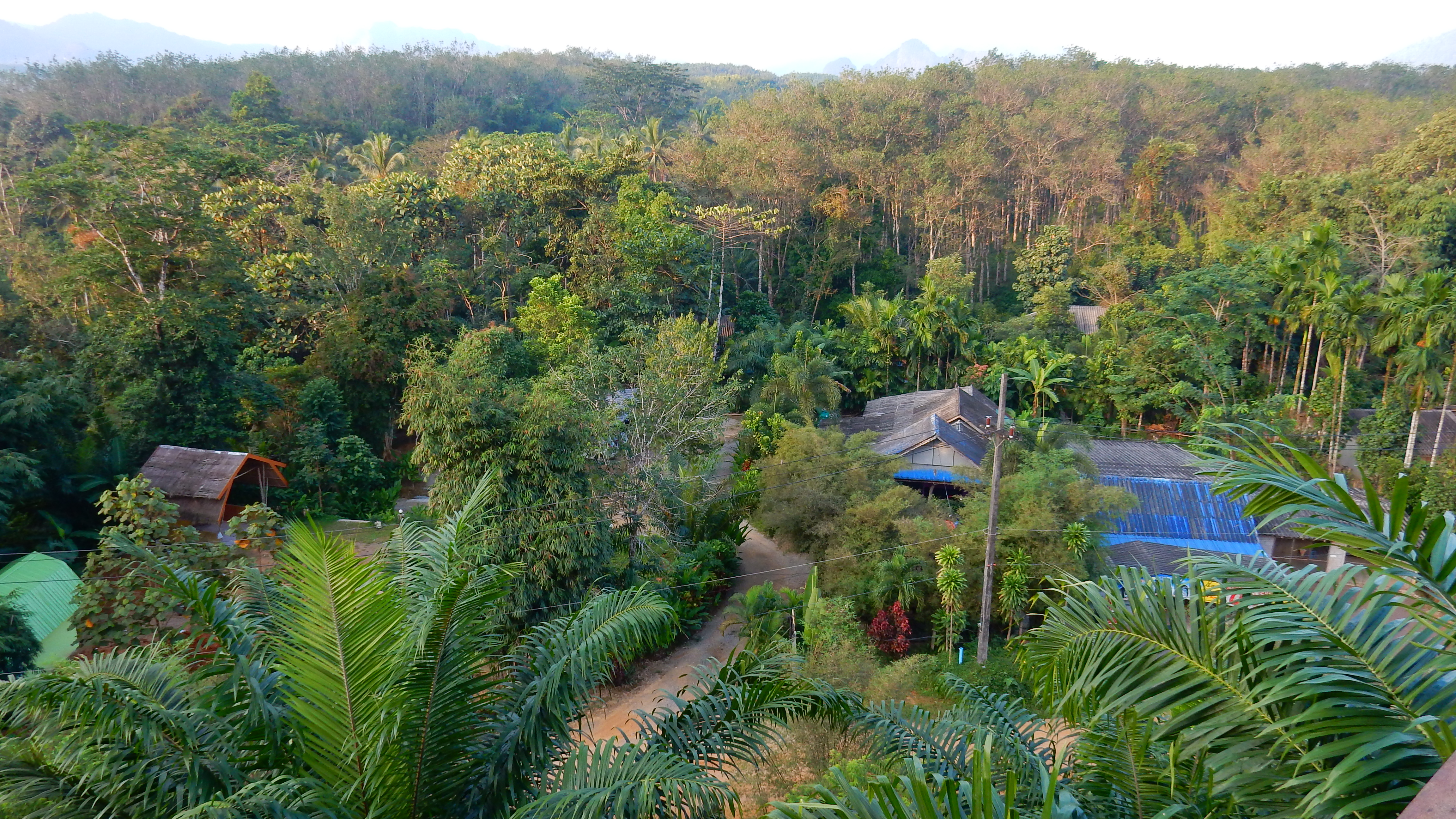
Parc Khao Sok

La regió on es troba el parc té un sòl molt àcid i sorrenc que s'erosiona fàcilment per efecte de la pluja.

## Història
El 1970, a causa del cops militars, els insurgents comunistes es van assentar a la regió, en desacord amb el règim polític establert a Bangkok, fent servir les coves del parc com a cau.
El 1987, tots van ser amnistiats. Mentrestant, el desenvolupament econòmic i turístic del sud de Tailàndia, va incrementar la necessitat d'electricitat a la zona.
En aquest indret fa 50 anys no hi havia cap llac, només muntanyes, on vivia la gent i, a més, era la ruta comercial que connectava el golf de Tailàndia i el mar d'Andaman.
El 1982 les persones que vivien a la zona van ser reassentades, i el riu principal del sud de Tailàndia, que flueix prop, va ser bloquejat per una gran presa d'esquist i argila anomenada Ratchaprapha (Kheuan Ratchaprapha o Chiaw Lan), per proveir d'electricitat a Surat Thani i a altres ciutats properes. La construcció de la presa va formar el llac Cheow Lan.

## Llac Cheow Lan
El llac Cheow Lan està situat al centre del parc nacional Khao Sok, a 65 quilòmetres del centre de visitants. El llac va ser creat per l'embassament de la presa Ratchaprapha (literalment la llum del regne). Una gran part de les valls es va inundar i es va formar un llac artificial immens i tortuós, amb centenars d'illots situats principalment a la part més estreta del llac.
Els farallons calcaris sobresurten del llac a 960 metres d'altura, tres vegades més que les formacions de la zona de Phang-Nga.

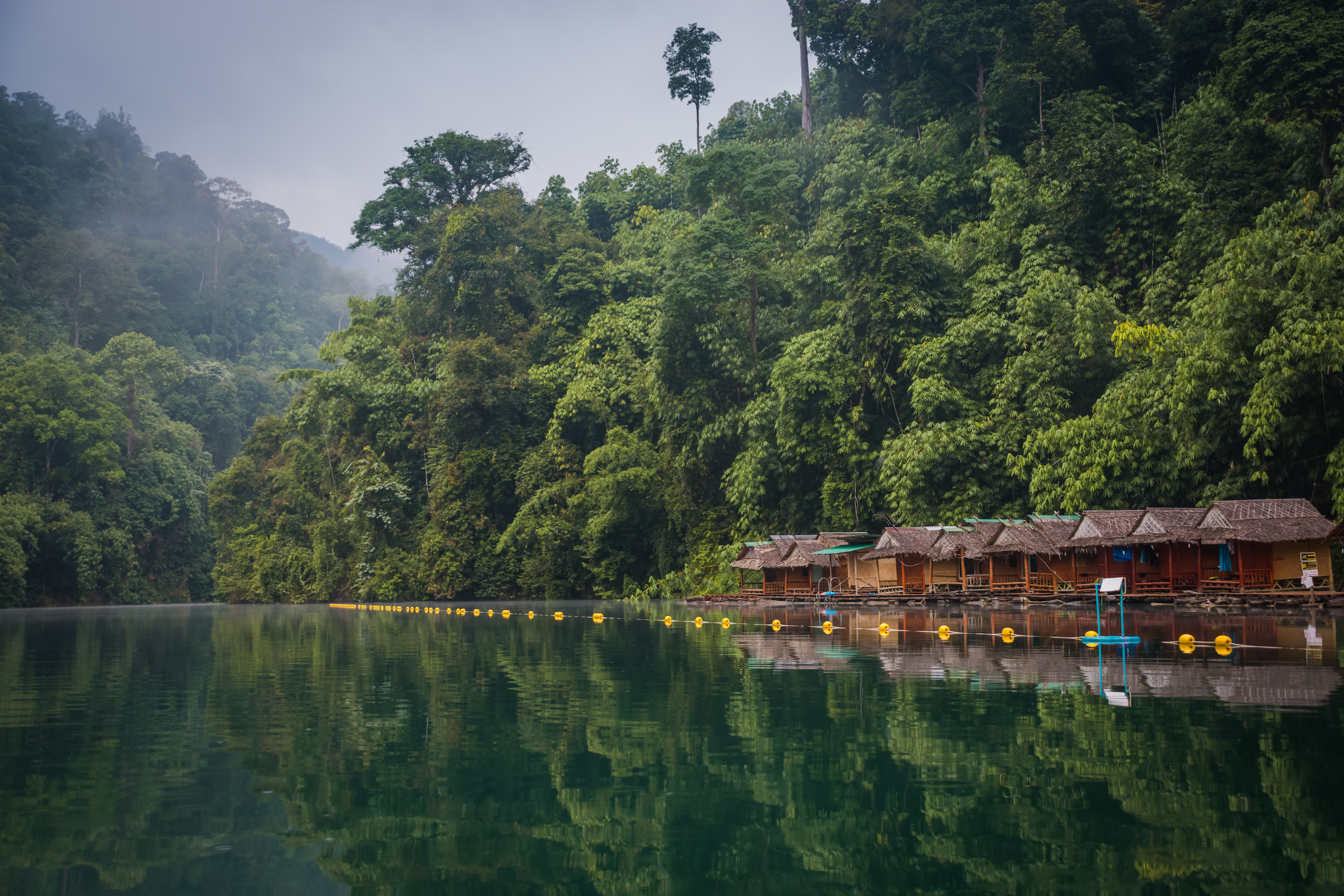
Llac Cheow Lan

El llac té una superfície de 165 quilòmetres quadrats de color turquesa i una profunditat de 150 metres i s'utilitza per a passejos turístics, excursions, submarinisme i pesca.

## Clima
El clima està molt influït pels vents que provenen de l'oceà Índic i del Pacífic, els quals provoquen pluges des de començaments d'abril fins al desembre. Aquestes pluges poden causar inundacions sobtades, i per tant, pot ser molt perillós internar-se dins de les coves.
La pluviometria és la més alta de Tailàndia.
La temperatura oscil·la entre els 22 i 36 graus centígrads durant tot l'any.

## Fauna i flora
La fauna de Khao Sok està constituïda per aproximadament 50 espècies de mamífers, més de 50 espècies d'aus, 38 varietats de ratpenats, nombrosos amfibis i serps i un nombre encara desconegut d'insectes.
És possible observar ossos, senglars, tapirs, gibons, macacos, cérvols, elefants salvatges, algun tigre i nombroses sangoneres a l'estació plujosa.
La flora de Khao Sok és molt variada, hi podem destacar la cèlebre Rafflesia kerrii, que és una planta paràsita de la família de les Rafflesiaceae. La Rafflesia és coneguda per tenir la flor més gran del món - fins a 90 centímetres de diàmetre - i floreix al gener i al febrer. Aquesta planta allibera una olor fètida de carronya que atrau insectes pol·linitzadors.
A més, hi ha diverses espècies d'arbres molt rares, com la Neobalanocarpus heimii. També hi trobem els gèneres Hoper, Chisocheton, Anisiptères i petits arbustos com la Rafflesia Kerrii, el palmell, el palmell de bètel, la vimetera i diferents tipus de bambú.

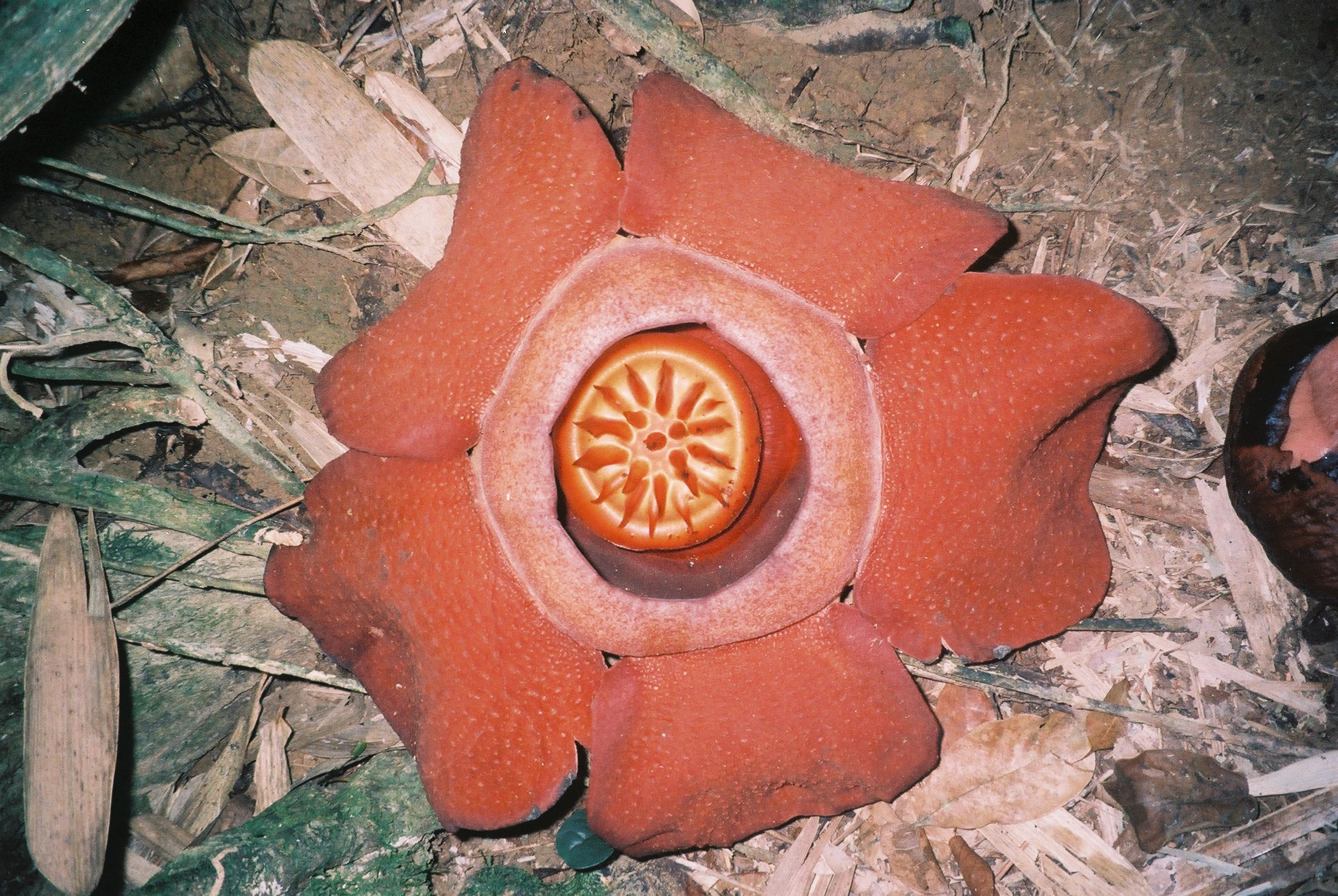
Rafflesia kerrii

## Coves

### Tham Nam Thalu
Aquesta cova atresora formacions calcàries sorprenents i rierols subterranis que creuen tota la cavitat (més de 500 metres). És un paisatge d'estalactites i pedres erosionades.
També rep el nom de cova de corall perquè la pedra calcària es troba recoberta de molsa i això fa que les estalactites s'assemblin a coralls.
La cova es localitza a l'estació de guardaboscos 4, a prop de la presa Ratchaprapa. Només es pot accedir amb vaixell fins a un sender de dos quilòmetres.

### Tham Si Ru
Aquesta gruta té 4 corredors convergents on s´amagava la guerrilla comunista i és a 4 quilòmetres de distància de la cova Nam Tha Lu.

### Klang Cow
Aquesta cova té estalactites i estalagmites. Milers de ratpenats viuen a la cambra de la cova, fet que fa que l'olor de la cova sigui particular.

## Cascades

### Mai Yai
La caiguda d'aigua d'aquesta cascada mesura aproximadament 30 metres d'altura en l'època de pluges.

### Sip et Chan
Aquesta cascada aboca l'aigua a través d'11 nivells escalonats de roques i acaba en una piscina natural. L'accés és per un sender de 4 quilòmetres.

### Tharn Sawan
Aquest salt d´aigua es troba al llarg d'un afluent del riu Sok. L'accés és per un camí forestal difícil i l'últim quilòmetre s'ha de caminar pel llit del rierol.